# Volema pyrum
Volema pyrum là một loài ốc biển, là động vật thân mềm chân bụng sống ở biển thuộc họ Melongenidae.